# Liste der Monuments historiques in Sainte-Sève
Die Liste der Monuments historiques in Sainte-Sève führt die Monuments historiques in der französischen Gemeinde Sainte-Sève auf.

## Liste der Bauwerke
| Bezeichnung                      | Beschreibung              | Standort | Kennzeichnung | Schutzstatus | Datum | Bild           |
| -------------------------------- | ------------------------- | -------- | ------------- | ------------ | ----- | -------------- |
| Manoir de Penanvern (Herrenhaus) | Erbaut im 17. Jahrhundert | (Lage)   | PA00090440    | Inscrit      | 1968  | weitere Bilder |

## Liste der Objekte
- Monuments historiques (Objekte) in Sainte-Sève in der Base Palissy des französischen Kultusministeriums